# Camila Nievas
Camila Enriqueta Nievas (Gualeguaychú, 15 de julio de 1878-Buenos Aires, 9 de junio de 1941) fue una docente argentina que luchó por la emancipación intelectual de las mujeres. Fundó la primera institución de formación femenina del país que años más tarde se transformó en el Instituto Osvaldo Magnasco, una gran casa destinada al fomento de la cultura y la educación con biblioteca, museo y espacios para el arte en Gualeguaychú.

## Orígenes
Oriunda de Gualeguaychú, hija de Ramón Nievas y Crescencia Rodríguez, vivió parte de su niñez en el campo ya que su padre era mayordomo de una estancia. Viajaba a la ciudad para cursar la escuela primaria y una vez finalizada ésta se radicó en Paraná para formarse en Magisterio en la Escuela Normal Superior José María Torres. Sin embargo, en el tercer año debió abandonar sus estudios por motivos familiares.

## Obras y trayectoria
En 1897 acompañó a Luisa Bugnone en la fundación de una escuela para niñas en Gualeguaychú, a la que bautizaron José María Torres, en honor al pedagogo español. Fue una acción audaz, ya que a fines del siglo XIX y principios del siglo XX las mujeres no podían acceder libremente a la educación y eran recluidas para tareas domésticas.
En 1898, con tan solo 20 años de edad, fundó junto a otras mujeres de Gualeguaychú la "Sociedad de Mujeres Por la Patria y el Hogar", que tenía por objetivo concretarse como la primera biblioteca popular fundada y dirigida exclusivamente por mujeres. Esta sociedad fue el cimiento del actual Instituto Osvaldo Magnasco, gran espacio para la cultura de la ciudad que cuenta con la Biblioteca Olegario Víctor Andrade, un museo, un conservatorio de música, pinacoteca, hemeroteca, colección numismática y medallero. A este proyecto le dedicó 42 años de su vida. En el discurso de inauguración, Nievas describió a la mujer como un “elemento indispensable para formar un pueblo culto, adelantado y progresista”. Sus ideas fueron de avanzada para la época, ya que bregó porque las mujeres tuvieran un rol protagónico tanto en la cultura como en la ciencia en tiempos donde existía una fuerte resistencia hacia el activismo femenino.
Fue designada como directora de la Escuela N.º 2 Domingo Matheu, institución que gracias a la labor de Nievas ocupó un lugar destacado en la comunidad. Recaudó fondos y dotó el establecimiento con elementos primordiales para mejorar la calidad educativa. A pesar de su éxito no logró concretar todos sus proyectos y renunció al cargo. 
En marzo de 1922 comenzó a desempeñarse como docente de castellano en el Colegio Nacional Luis Clavarino de Gualeguaychú, importante institución educativa de la ciudad.
En 1928, siendo Ministro de Instrucción Pública Antonio Sagarna, fue designada para representar a Entre Ríos ante las universidades y bibliotecas de Europa. Aquel viaje lo compartió con su marido, el pianista y profesor de música del Colegio Nacional Luis Clavarino, Eleodoro Capdevila. A su regreso escribió un informe detallado al que tituló "La Biblioteca de Berlín", publicado por el Instituto Magnasco. Diez años más tarde publicó su único libro, "Escritos y Discursos", ejemplar en el que destacó el trabajo de las mujeres entrerrianas.
Camila Enriqueta Nievas falleció en la Ciudad de Buenos Aires a los 62 años el 9 de junio de 1941. Sus restos fueron trasladados a su tierra natal y descansan en el Cementerio del Norte en Gualeguaychú.